# Palazzo del granduca Michail
Il Nuovo Palazzo Michail (in russo: Новомихайловский дворец) si trova sul lungofiume di San Pietroburgo tra il Palazzo di Marmo e l'Ermitage; fu costruito tra il 1857 e il 1862 dall'architetto Andrej Stackenschneider per il figlio dello zar Nicola I (1825-1855), il granduca Michail Nikolaevič Romanov. L'edificio è chiamato "Nuovo" per distinguerlo dal Palazzo Michajlovskij, oggi sede Museo Russo.

## Storia
Il palazzo fu commissionato dal granduca Michail in occasione del suo matrimonio con Ol'ga Fëdorovna. Lo stile dell'edificio è rococò, la foggia degli interni è una riviviscenza di Rinascimento, Barocco e Neoclassicismo. Le statue all'interno dell'edificio furono opera di David Jensen, mentre le pareti vennero decorate con i dipinti di Mihály Zichy. Nell'ala del palazzo sulla via Millionnaya sopravvivono i resti del palazzo - in stile barocco del 1740 - del cancelliere Aleksej Michajlovič Čerkasskij, il cui progetto è attribuito a Pëtr Michailovič Eropkin. La decorazione della facciata curvilinea riflette il gusto all'italiana degli anni 1740.
Dopo la rivoluzione russa (1917) il palazzo ospitò una succursale dell'Accademia comunista. Dal 1949 l'edificio ospita l'Istituto di Studi Orientali (IOS), oggi rinominato Istituto di Manoscritti Orientali, che ospita una preziosa raccolta di manoscritti antichi e laboratori di ricerca. Le scuderie sono state recentemente ricostruite grazie ai fondi forniti dal sultano dell'Oman, Qabus bin Said (1970-oggi), che ha finanziato l'opera per ospitare alcuni degli 1.000.000 di libri e manoscritti orientali della collezione dell'istituto. Tutto l'edificio tra il 2005 e il 2009 è stato fortemente restaurato e riportato all'antico splendore.